# Guériel
Guériel ist ein Dorf in der Landgemeinde Dargol in Niger.

## Geographie
Das von einem traditionellen Ortsvorsteher (chef traditionnel) geleitete Dorf befindet sich rund 17 Kilometer südöstlich von Dargol, dem Hauptort der gleichnamigen Landgemeinde, die zum Departement Gothèye in der Region Tillabéri gehört. Guériel liegt am rechten Ufer des Flusses Dargol. Zu den größeren Dörfern in der Umgebung zählen Bangou Tara im Norden und Dartchandé im Nordosten. Die Siedlung ist Teil der Übergangszone zwischen Sahel und Sudan.

## Geschichte
Guériel war einer jener Orte im heutigen Niger, an denen sich nach dem Untergang des Songhaireichs im Jahr 1591 Songhai-Flüchtlinge unter einem Nachkommen der Herrscherdynastie Askiya niederließen. Der staatliche Stromversorger NIGELEC elektrifizierte das Dorf im Jahr 2018.

## Bevölkerung
Bei der Volkszählung 2012 hatte Guériel 1160 Einwohner, die in 138 Haushalten lebten. Bei der Volkszählung 2001 betrug die Einwohnerzahl 1821 in 223 Haushalten und bei der Volkszählung 1988 belief sich die Einwohnerzahl auf 2433 in 240 Haushalten.

## Wirtschaft und Infrastruktur
Es gibt eine Grundschule im Dorf.